# オアハカ
オアハカ (Oaxaca) またはオアハカ・デ・フアレス(Oaxaca de Juárez)はメキシコの都市。オアハカ州の州都であり、同州最大の市。人口は約72万人（2021年）。南シエラマドレ山脈の中の標高1,550メートルの高地に位置している。市内歴史地区と共に世界遺産に登録されたモンテ・アルバンは市の郊外に位置している。名称の由来は、ナワトル語のウァシャカク(Huaxacac)がスペイン語風に訛ったものであり、後に加えられたデ・フアレスは、初めて先住民族から大統領に選出された同州出身の国民的英雄ベニート・フアレスにちなむ。

## 産業
観光を最大の産業とし、コロニアル様式の歴史地区及びサポテカやミシュテカなどの先住民族文化を観光資源とする他、モンテ・アルバンへのアクセスも容易。他にもミトラ、トゥーレの木、イエルベ・エル・アグアなど周囲にいくつもの見所が点在する。また、1ヶ月間続く先住民族の祭りゲラゲッツァもよく知られる。ハロウィーンに似た死者の日の祭りも盛大に行われる。

## 先住民族
オアハカ州の先住民族の割合は約40%で、これはメキシコ全体における割合の約15%と比較しても非常に高い数値である。サポテカ、ミシュテカの他、アステカも多い。オアハカ郊外には彼らのコミュニティがいくつもあり、曜日ごとに違う場所で開かれるメルカド（市場のこと）にはたくさんの先住民族が集まる。オアハカ市内では毎週土曜日にアバストス地区で開かれる。

## 食文化
メキシコ国内においてもかなり特色の強い食文化で知られている。代表的なものにモーレ（メキシコ料理における「ソース」の意）とオアハカチーズ (ケスィージョ) がある。「7種のモーレの地」と呼ばれるオアハカには様々なモーレがあり、特にカカオのモーレが知られる。モーレは様々な食材と組み合わせて調理される。
オアハカチーズは牛の乳から作られる伝統的なチーズであり、外観も味もモッツァレラによく似ているが、伸縮性と縦に裂ける独特の食感があり、人種を問わず非常に人気がある。
また、中心部のメルカドでは、テニスボール大からバスケットボール大まで、様々な大きさのオアハカチーズが山積みで売られ、モーレも様々な種類が固形で量り売りされている。他にも伝統的なパンやチャプリネスと呼ばれるイナゴの炒め揚げなどが知られる。

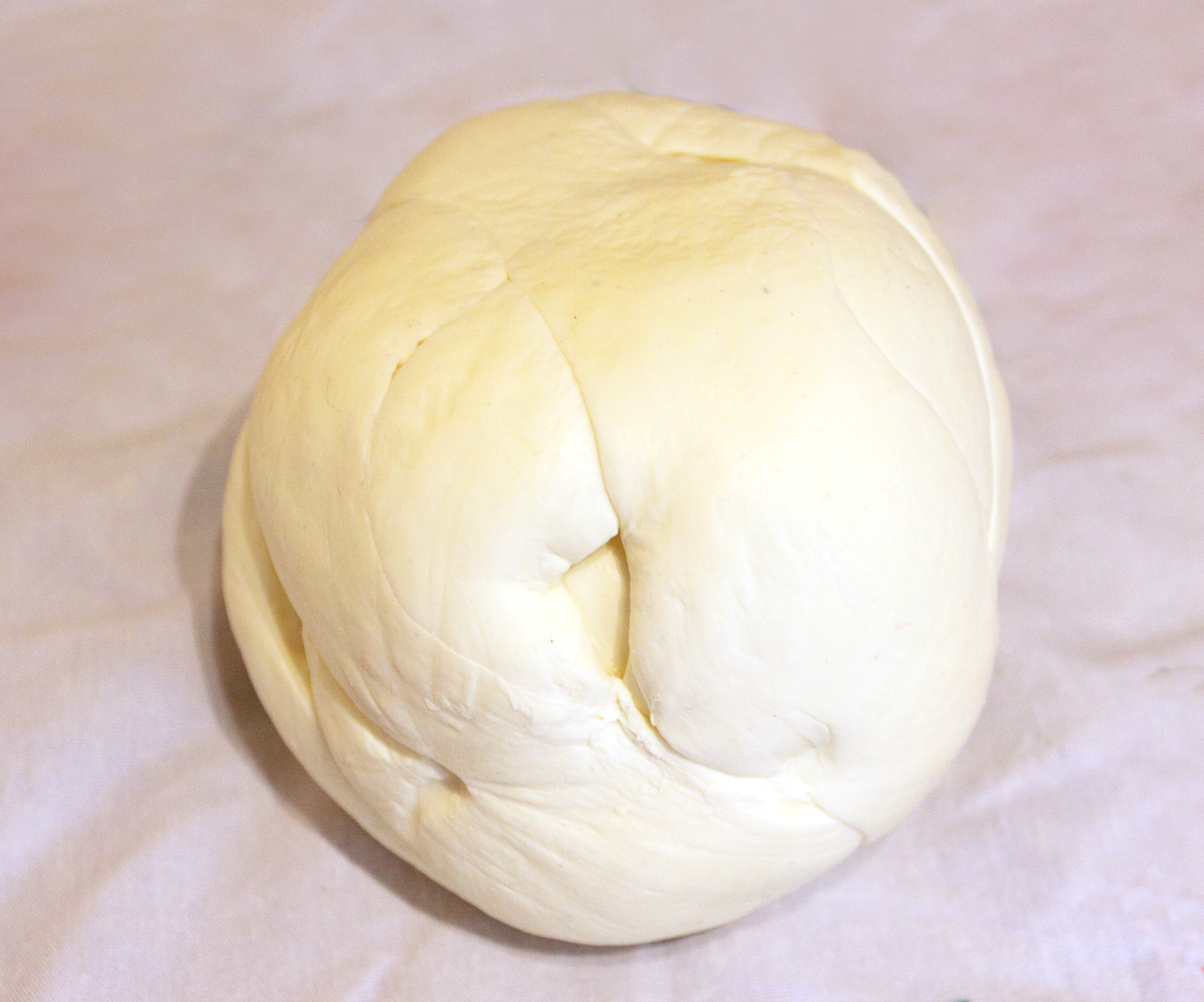
オアハカチーズ

カルド・デ・ピエドラは、男性のみが作れる料理で、石のスープという意味の料理である。魚介類やトウガラシなどが入ったスープに焼いた石を入れて完成させる。2021年にオアハカ州の無形文化遺産に登録された。

## 治安、衛生
メキシコシティやティフアナとは異なり、市内の治安は決して悪くはない。ホームレスはほとんど見られない。
これはメキシコ全土に言えることだが、オアハカ市内にも野良犬の姿が目立つ。市街地では自動車の排気ガスによる大気汚染が問題となっている。

## 交通
ソソコトラン国際空港が市街地の10km南に立地している。

## 主な出身者
- ベニート・フアレス - 初めて先住民族から選出されたメキシコ大統領
- ポルフィリオ・ディアス - メキシコ大統領
- リカルド・フロレス・マゴン - 社会運動家、無政府主義者
- ルフィーノ・タマヨ - 画家
- ビニー・カスティーヤ - 野球選手
- リラ・ダウンズ - 歌手
- ヘオ・メネセス - 歌手

## 気候
| オアハカ (1951-2010)の気候            | オアハカ (1951-2010)の気候 | オアハカ (1951-2010)の気候 | オアハカ (1951-2010)の気候 | オアハカ (1951-2010)の気候 | オアハカ (1951-2010)の気候 | オアハカ (1951-2010)の気候 | オアハカ (1951-2010)の気候 | オアハカ (1951-2010)の気候 | オアハカ (1951-2010)の気候 | オアハカ (1951-2010)の気候 | オアハカ (1951-2010)の気候 | オアハカ (1951-2010)の気候 | オアハカ (1951-2010)の気候 |
| 月                                    | 1月                        | 2月                        | 3月                        | 4月                        | 5月                        | 6月                        | 7月                        | 8月                        | 9月                        | 10月                       | 11月                       | 12月                       | 年                         |
| ------------------------------------- | -------------------------- | -------------------------- | -------------------------- | -------------------------- | -------------------------- | -------------------------- | -------------------------- | -------------------------- | -------------------------- | -------------------------- | -------------------------- | -------------------------- | -------------------------- |
| 最高気温記録 °C （°F）                | 38.5 (101.3)               | 37.0 (98.6)                | 40.5 (104.9)               | 41.6 (106.9)               | 43.0 (109.4)               | 40.0 (104)                 | 36.7 (98.1)                | 36.5 (97.7)                | 36.0 (96.8)                | 35.5 (95.9)                | 35.0 (95)                  | 34.0 (93.2)                | 43 (109.4)                 |
| 平均最高気温 °C （°F）                | 27.6 (81.7)                | 29.5 (85.1)                | 31.9 (89.4)                | 33.2 (91.8)                | 32.4 (90.3)                | 29.4 (84.9)                | 28.5 (83.3)                | 28.5 (83.3)                | 27.8 (82)                  | 27.9 (82.2)                | 27.7 (81.9)                | 27.0 (80.6)                | 29.28 (84.71)              |
| 日平均気温 °C （°F）                  | 18.3 (64.9)                | 19.8 (67.6)                | 22.3 (72.1)                | 24.0 (75.2)                | 24.1 (75.4)                | 22.8 (73)                  | 21.9 (71.4)                | 21.8 (71.2)                | 21.5 (70.7)                | 20.8 (69.4)                | 19.4 (66.9)                | 18.3 (64.9)                | 21.25 (70.23)              |
| 平均最低気温 °C （°F）                | 9.0 (48.2)                 | 10.2 (50.4)                | 12.7 (54.9)                | 14.8 (58.6)                | 15.9 (60.6)                | 16.1 (61)                  | 15.2 (59.4)                | 15.0 (59)                  | 15.3 (59.5)                | 13.7 (56.7)                | 11.1 (52)                  | 9.6 (49.3)                 | 13.22 (55.8)               |
| 最低気温記録 °C （°F）                | 0.5 (32.9)                 | 1.0 (33.8)                 | 3.0 (37.4)                 | 4.0 (39.2)                 | 9.0 (48.2)                 | 9.0 (48.2)                 | 9.0 (48.2)                 | 9.0 (48.2)                 | 9.0 (48.2)                 | 4.5 (40.1)                 | 2.5 (36.5)                 | 0.5 (32.9)                 | 0.5 (32.9)                 |
| 降水量 mm （inch）                    | 3.3 (0.13)                 | 5.1 (0.201)                | 13.1 (0.516)               | 39.3 (1.547)               | 86.4 (3.402)               | 170.4 (6.709)              | 116.3 (4.579)              | 111.6 (4.394)              | 135.6 (5.339)              | 52.3 (2.059)               | 9.3 (0.366)                | 3.3 (0.13)                 | 746.0 (29.37)              |
| 平均降水日数 （≥0.1 mm）              | 0.9                        | 1.3                        | 2.3                        | 5.7                        | 10.7                       | 17.2                       | 16.9                       | 16.3                       | 17.1                       | 7.8                        | 2.3                        | 1.0                        | 99.5                       |
| 出典：Servicio Meteorologico Nacional |                            |                            |                            |                            |                            |                            |                            |                            |                            |                            |                            |                            |                            |

## 世界遺産

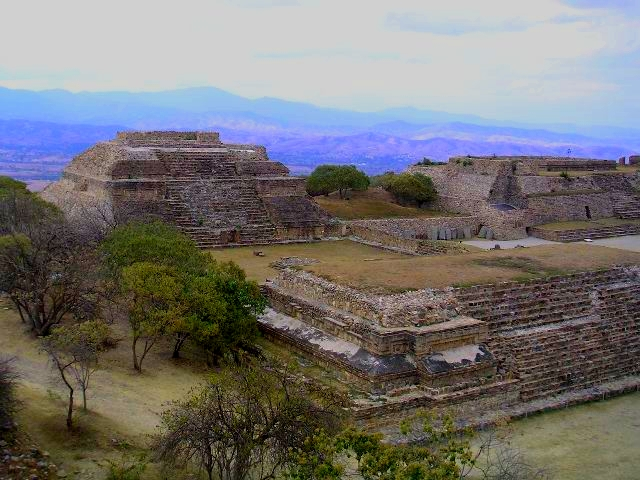
モンテ・アルバンの考古遺跡

オアハカの歴史地区とモンテ・アルバンの考古遺跡が、世界遺産として登録されている。
- モンテ・アルバン

この世界遺産は世界遺産登録基準のうち、以下の条件を満たし、登録された（以下の基準は世界遺産センター公表の登録基準からの翻訳、引用である）。
- (1) 人類の創造的才能を表現する傑作。
- (2) ある期間を通じてまたはある文化圏において、建築、技術、記念碑的芸術、都市計画、景観デザインの発展に関し、人類の価値の重要な交流を示すもの。
- (3) 現存するまたは消滅した文化的伝統または文明の、唯一のまたは少なくとも稀な証拠。
- (4) 人類の歴史上重要な時代を例証する建築様式、建築物群、技術の集積または景観の優れた例。

## オアハカの風景

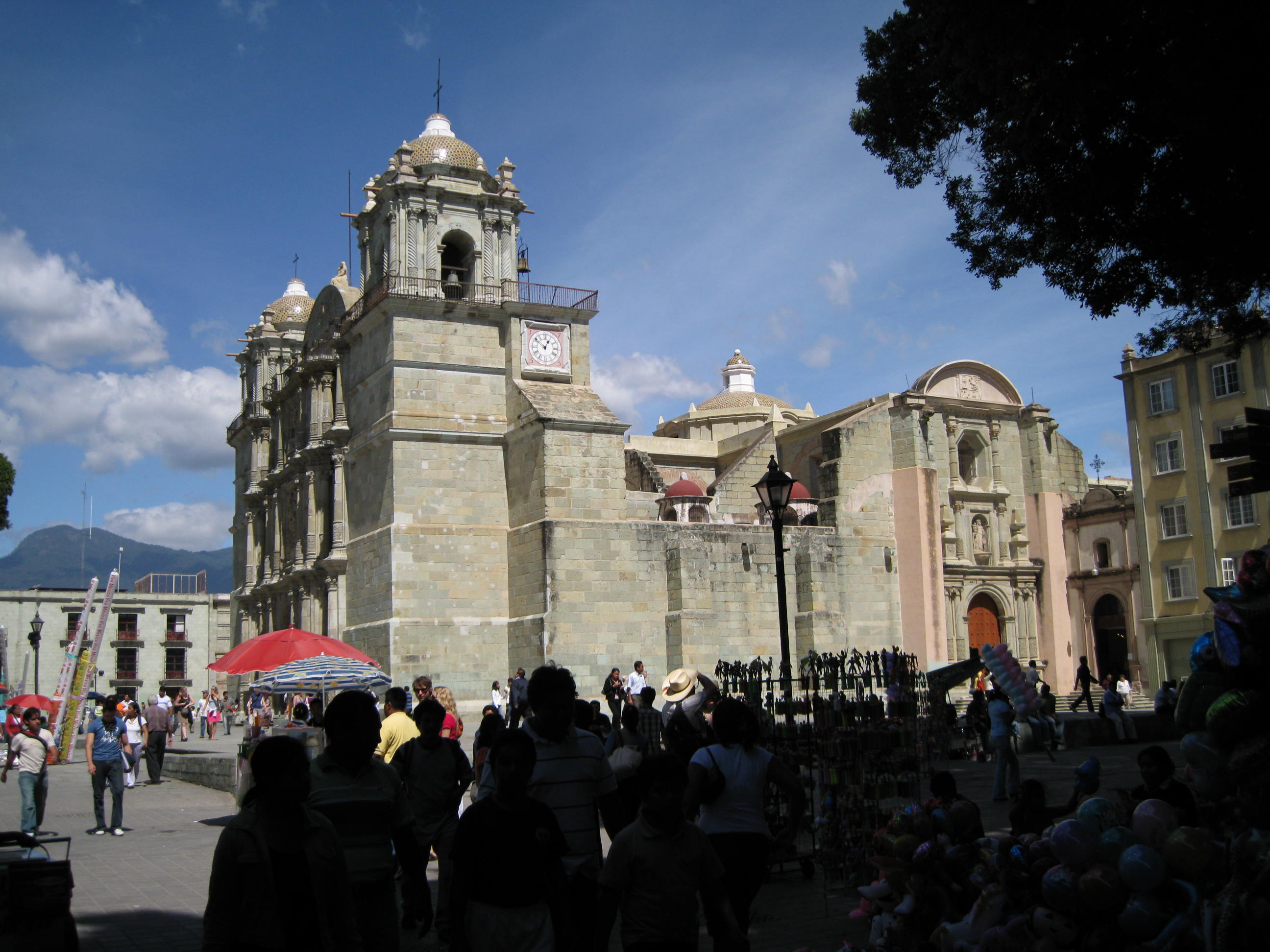
歴史地区の一角
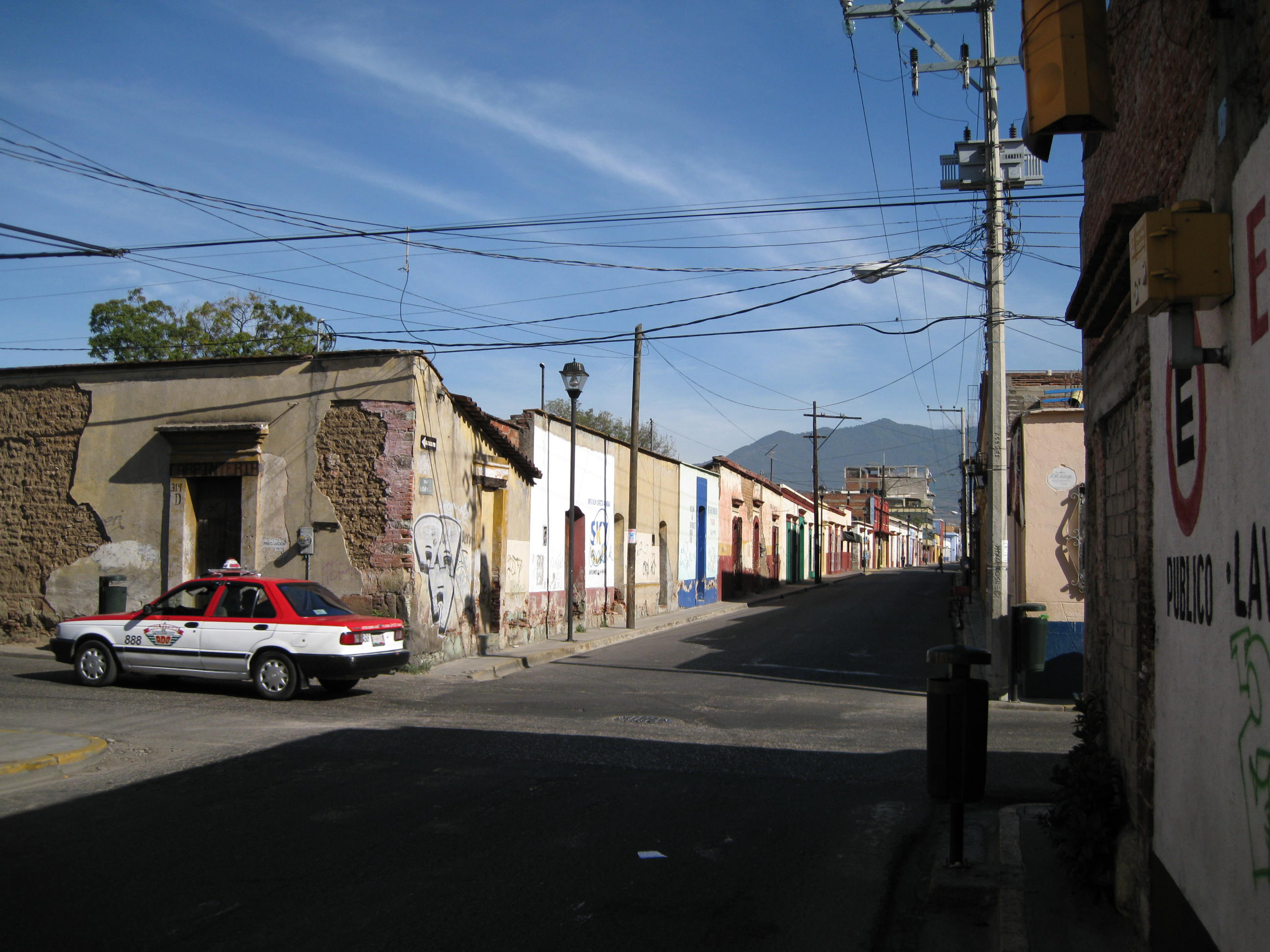
歴史地区外の街並み
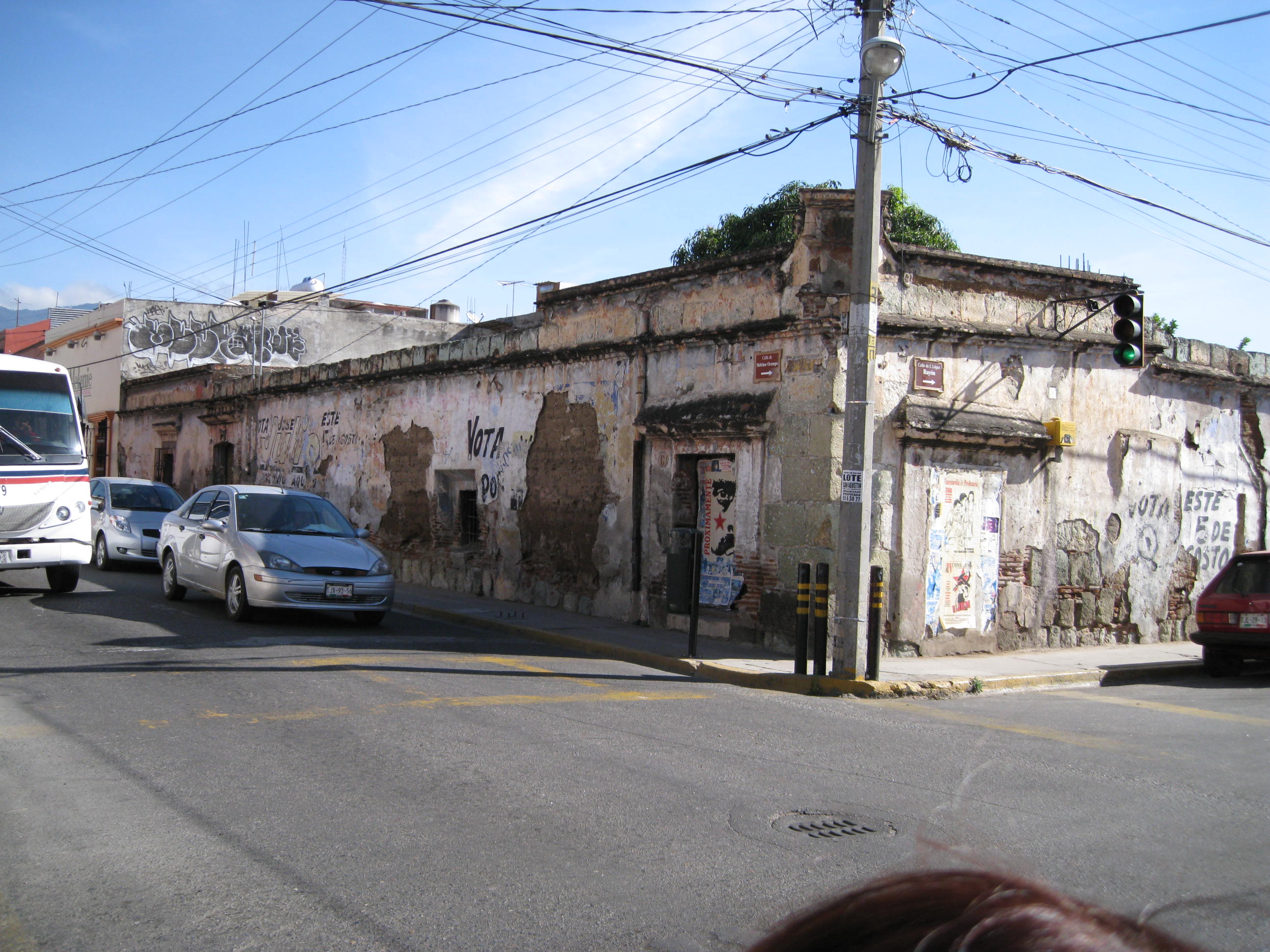
歴史地区外の街並み
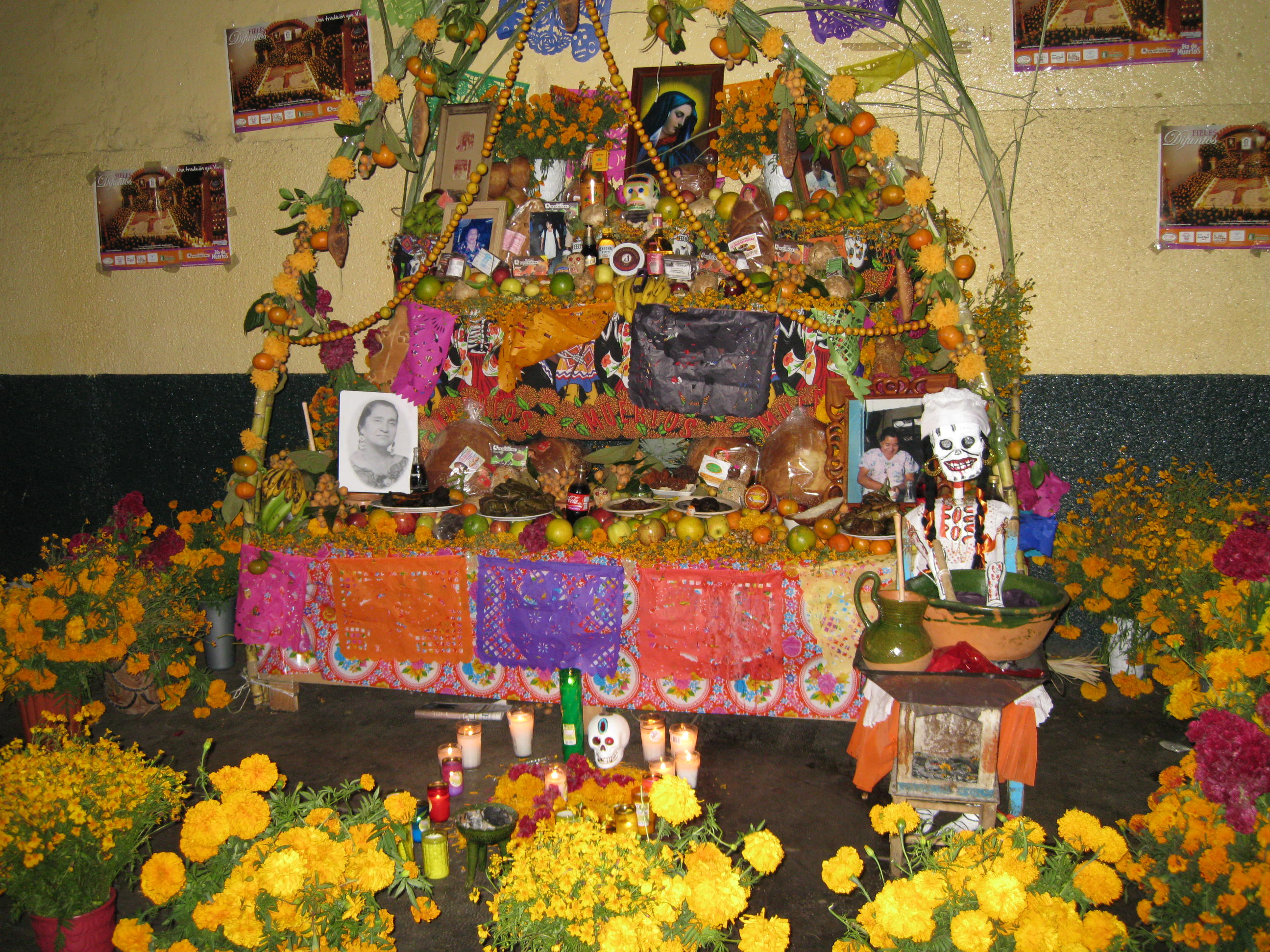
死者の日の装飾
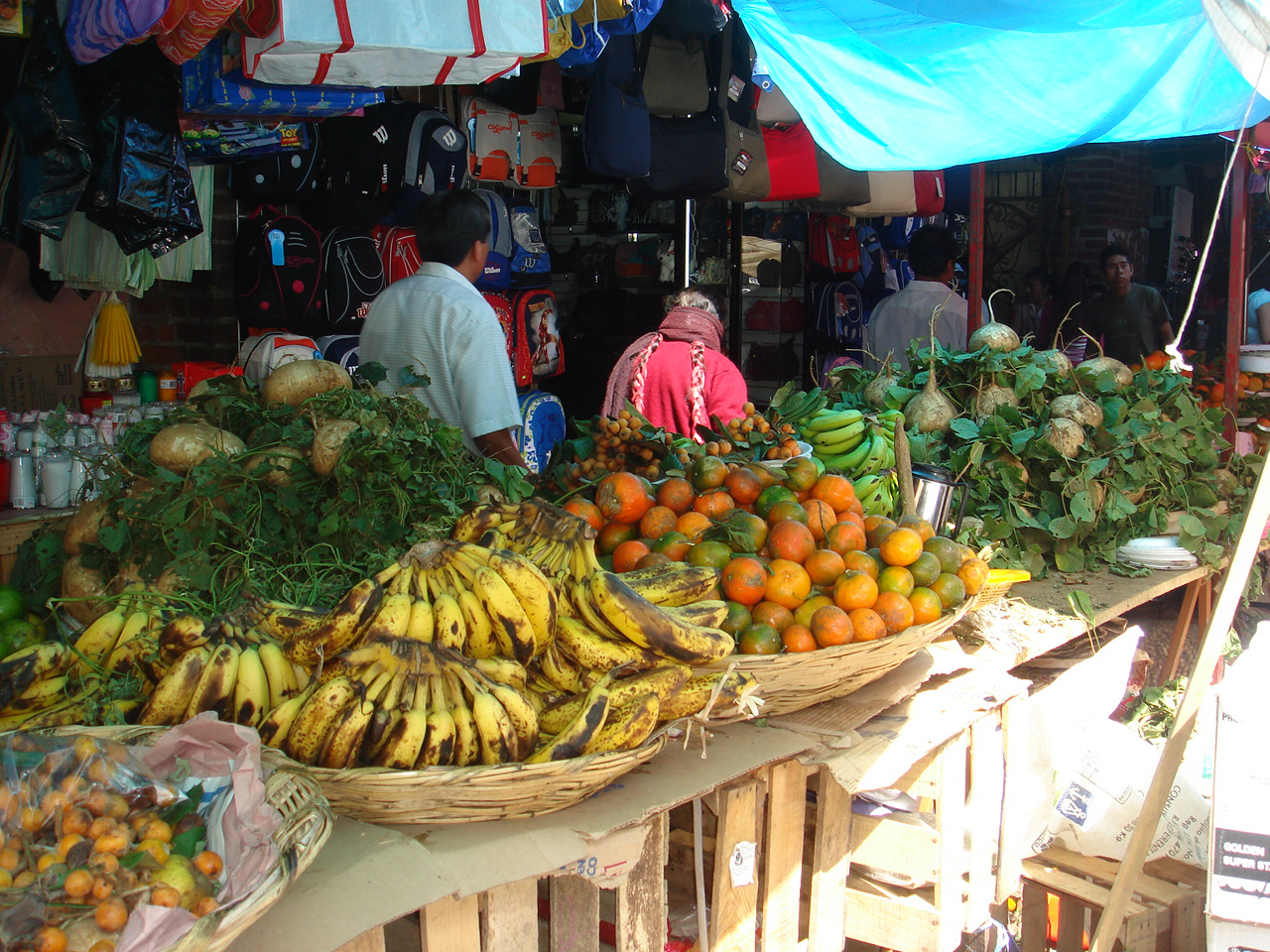
市中心部のメルカド
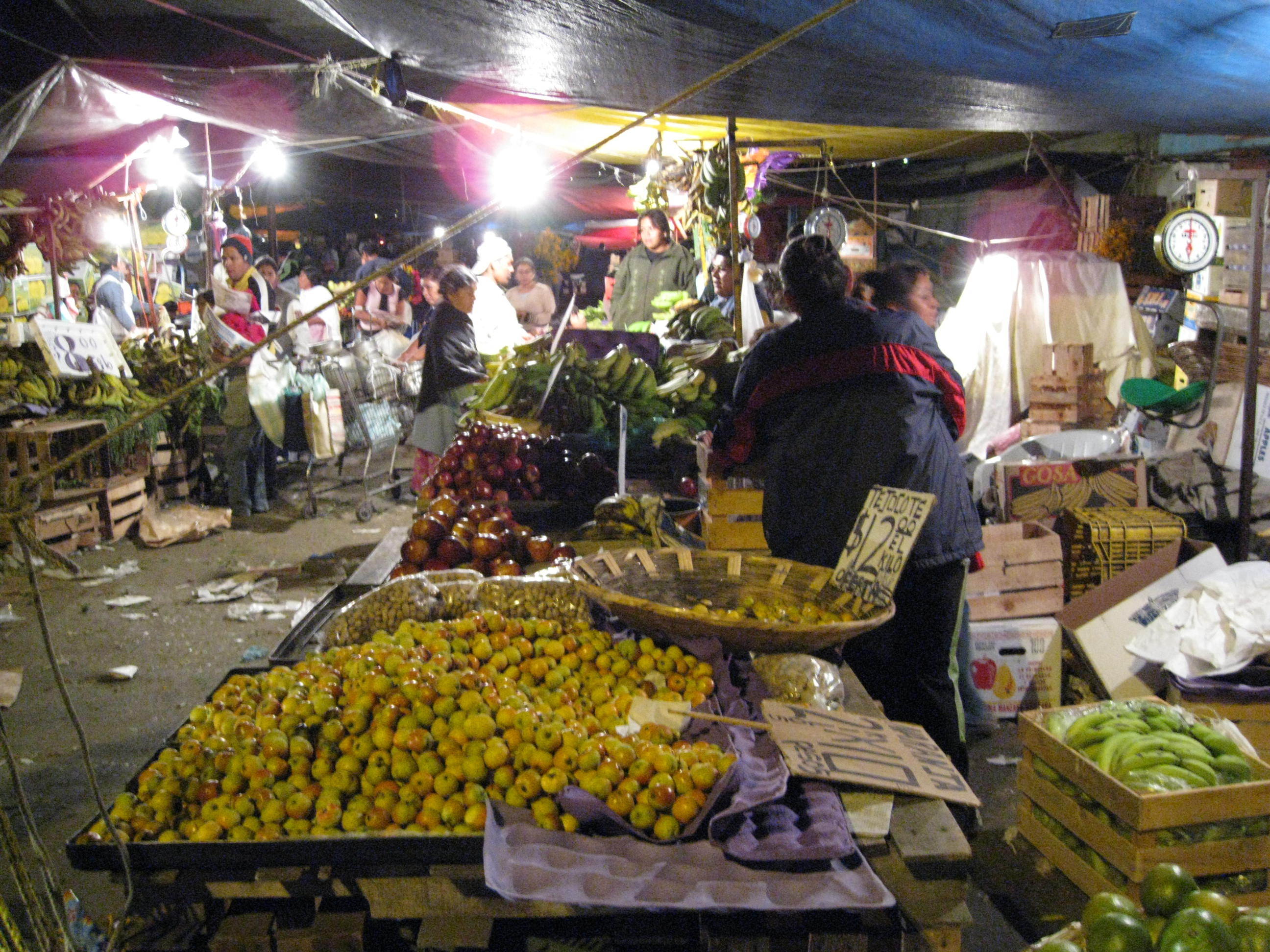
アバストスのメルカド
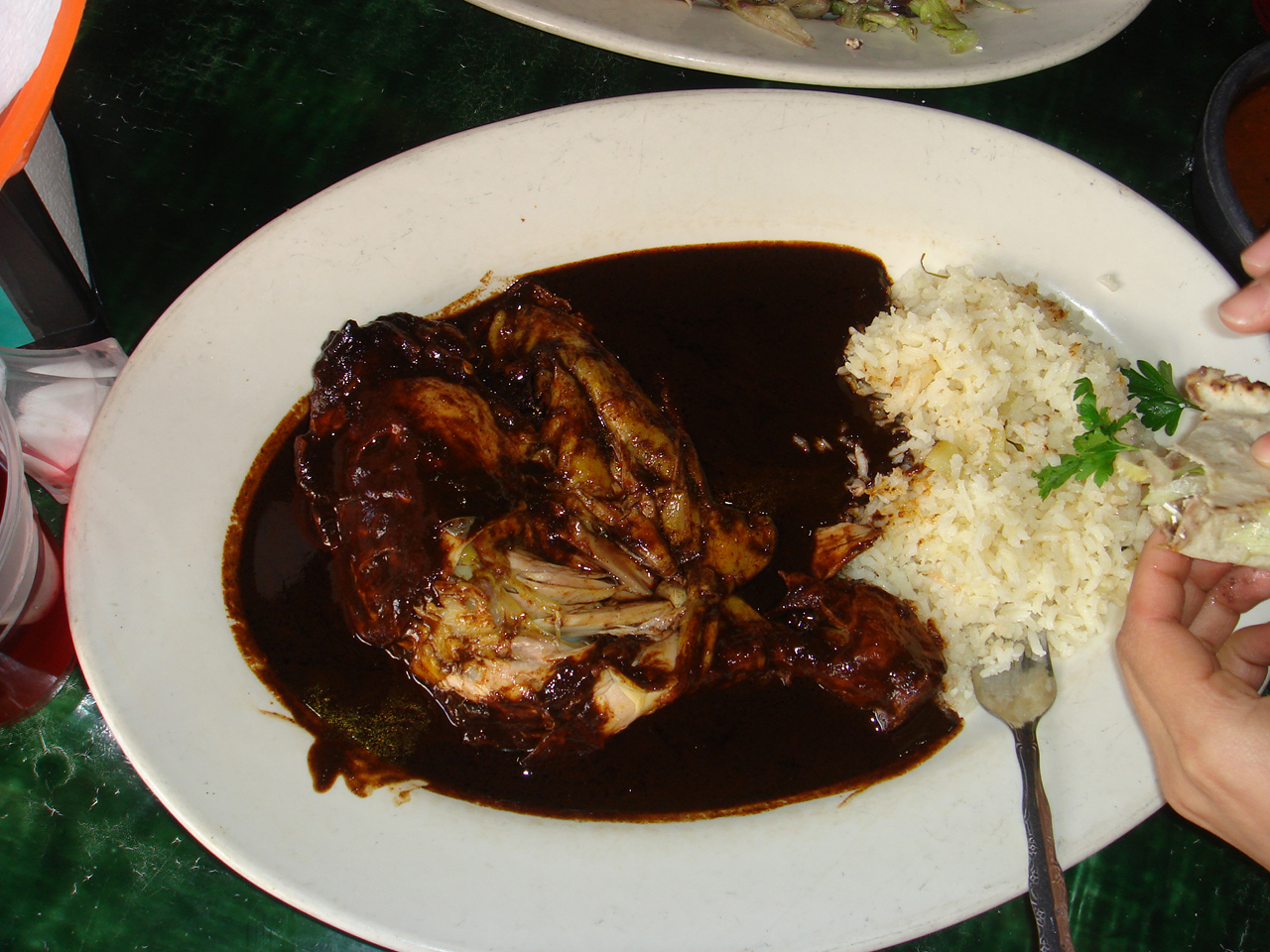
カカオのモーレ、鶏料理
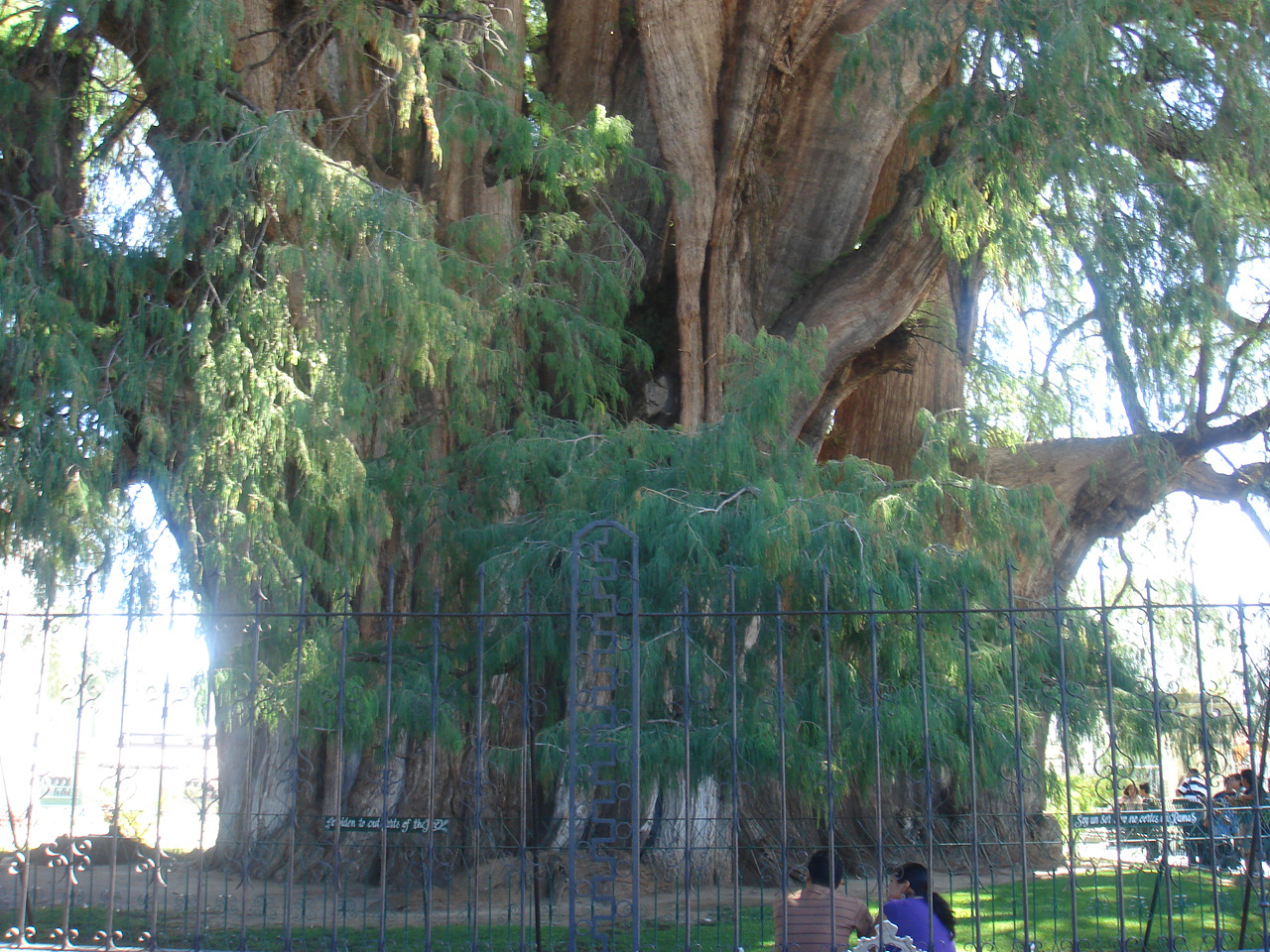
トゥーレの木